# Nécropole des Noisats
La nécropole des Noisats est un site néolithique situé à Gurgy dans l'Yonne abritant une nécropole de première importance, utilisée entre 5000 et 4200 avant notre ère, environ. Des analyses ADN approfondies y ont révélé les sépultures d'une famille étendue sur sept générations.

## Situation
Le lieu-dit « Les Noisats » ou « Les Noissats » est situé au nord de Gurgy, à presque un kilomètre en rive droite du cours actuel de l’Yonne, à peu près en face du château de Régennes en rive gauche. Il se trouve dans une zone d'anciennes gravières maintenant transformées en étangs.

## Nécropole
En 2004, le site a révélé une des plus importantes nécropoles du Néolithique français, la seconde par sa taille (état des connaissances en 2007). Elle a été utilisée à partir d'environ 5 000 ans av. J.-C. jusque vers 4 200 ans av. J.-C. (Néolithique moyen). Quatre saisons de fouilles dirigées par Stéphane Rottier (laboratoire Pacea, université de Bordeaux) de 2004 à 2007 ont mis au jour 126 sépultures ; quelques autres sépultures n'ont pas été explorées dans cette série de fouilles. Les restes humains sont entreposés à l’ostéothèque de Pessac (Gironde).
Plusieurs types de sépultures y ont vraisemblablement coexisté. On y trouve entre autres une dizaine de tombes dites en alcôve (ou à niche, ou à banquette), des structures surprenantes pour le Néolithique moyen : d'abord parce que le substrat de sable et graviers est fort peu adapté à ce genre de tombe ; ensuite parce que ce type de tombe avait jusqu'alors été associé à la culture du Rubané et donc au Néolithique ancien ; mais les tombes à alcôve du Néolithique ancien contiennent des dépôts mobiliers au fond de leurs puits d'accès, alors que les fonds de puits d'accès des tombes à alcôve des Noisats ne présentent pas de dépôts mobiliers. Aux Noisats, comme au site de l’Étang David sur Chichery, un deuxième corps a pu être déposé au fond des puits d'accès.
On y trouve aussi des tombes à coffre orientées aussi bien sud-ouest/nord-est que nord/sud. Et encore des sépultures en fosse étroite couverte, sans aménagements interne, que l'on retrouve également aux sites de l’Étang Garnier (Chichery) et de Macherin (Monéteau) ; mais celles des Noisats sont les plus étroites : les corps s'y trouvent en hyperflexion ; les membres inférieurs, la colonne vertébrale et la tête sont contraints ; et le squelette peut toucher les bords de la fosse en une demi-douzaine d'endroits différents. Les tombes en fosse étroite sont parmi les plus superficielles.
Le tout couvre environ 600 m2, avec une haute densité de structures. Les couches archéologiques de la culture de Cerny (Néolithique ancien, deuxième moitié du Ve millénaire av. J.-C.), de celle du Chasséen (entre environ 4350 et 3650 av. J.-C.) et a fortiori de celle du Villeneuve-Saint-Germain (entre environ 5100 à 4700 av. J.-C.) sont entièrement recouvertes par cette nécropole.

## Lignées humaines reconstituées

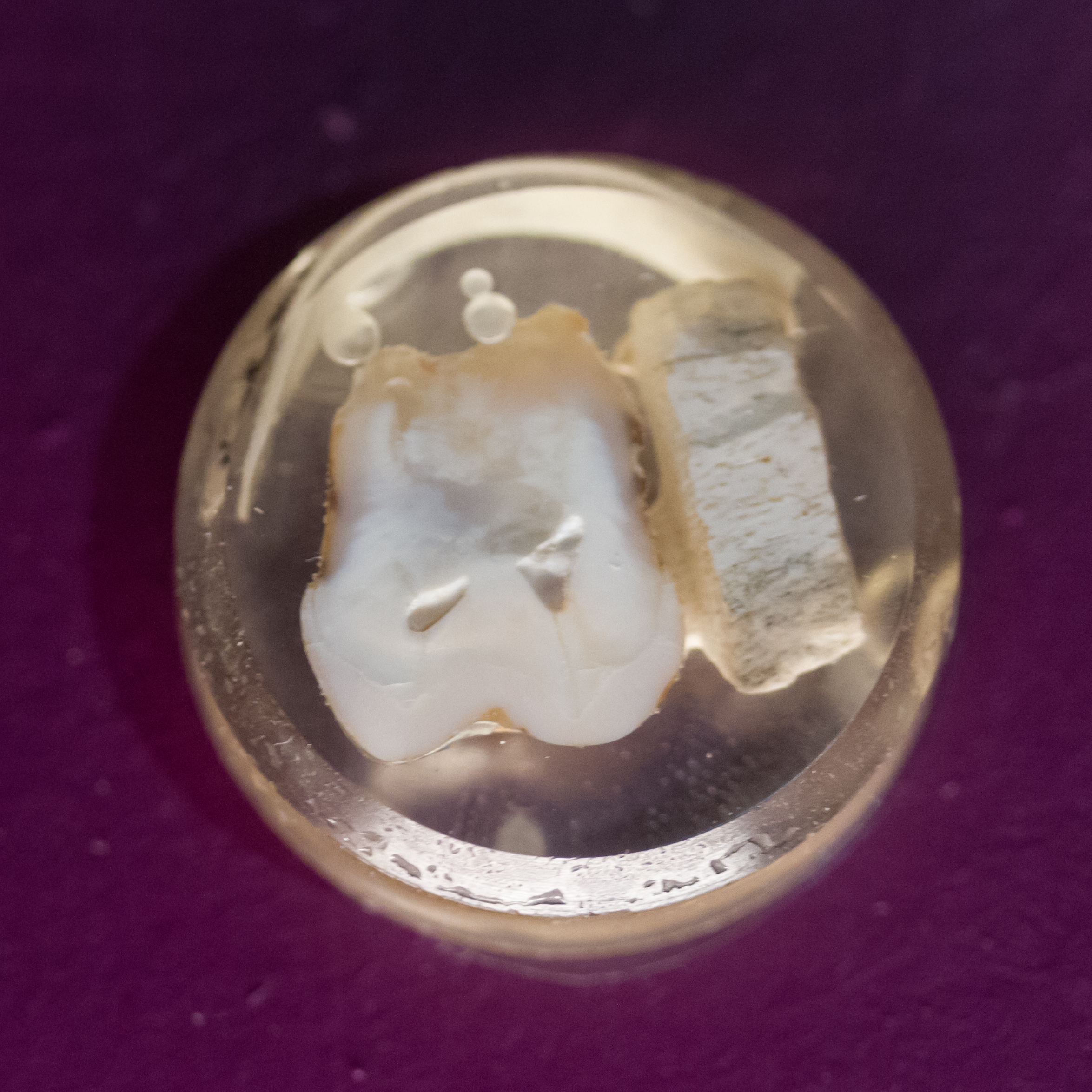
Molaire supérieure gauche d'une femme, sujet 225, retrouvée dans la nécropole des Noisats

Les restes des 128 individus dégagés ont été analysés à l'Institut Max-Planck d'anthropologie évolutionniste à Leipzig, département d'archéogénétique, pour en extraire les données génétiques. 
Elles ont révélé le génome complet de 94 individus, incluant les lignées maternelles basées sur l'ADN mitochondrial et paternelles basées sur le chromosome Y et fait apparaître la présence de deux lignées. La première (lignée A) relie 64 individus (20 femmes et 44 hommes) sur 7 générations et représente le plus grand arbre généalogique reconstitué à ce jour à partir de l'ADN ancien, tandis que la seconde (lignée B) relie 12 individus (7 femmes et 5 hommes) sur 5 générations. Les 18 individus restant étaient trop éloignés pour être rattachés à une lignée.
Selon Maïté Rivollat dans la revue Nature (2023), ces données montrent qu'une pratique de « virilocalité » y était établie : les hommes pouvaient rester dans la communauté locale pour fonder une famille avec des femmes venues d'autres communautés, alors que les femmes du groupe partaient s'établir dans d’autres communautés.
Cette nécropole montre aussi qu'elle a été fondée par un groupe entier, incluant plusieurs générations. Ce groupe avait apporté avec lui les restes (os) du fondateur du groupe qui est resté à Gurgy environ un siècle (3 ou 4 générations), avant de quitter le lieu, en y laissant les corps enterrés de nombreux enfants (sans parents enterrés sur place).
Cette recherche est essentiellement une collaboration entre une équipe du laboratoire Pacea de Bordeaux, menée par Maïté Rivollat et une équipe de l'Institut Max-Planck d'anthropologie évolutionniste, menée par Adam Rohrlach. Les auteurs ont fourni du matériel de vulgarisation supplémentaire et de fait cette publication, considérée comme un résultat majeur, a reçu un large écho dans les médias de vulgarisation, et même dans la presse généraliste,. Contrairement aux articles de vulgarisation, l'article original en anglais utilise le terme de pedigree, dans le sens d'arbre généalogique, et non pas le terme de famille, comportant trop de connotations anthropologiques qui ne peuvent pas être établies ici.